# Radzików (Mazovie)
Pour les articles homonymes, voir Radzików.
Radzików [raˈd͡ʑikuf] est un village polonais de la gmina de Błonie situé dans le powiat de Varsovie-ouest et dans la voïvodie de Mazovie, dans le centre-est de la Pologne.
Le village a une population de 927 habitants en 2005.